# 梅爾茨湖 (梅爾茨)
53°18′6″N 12°37′24″E / 53.30167°N 12.62333°E

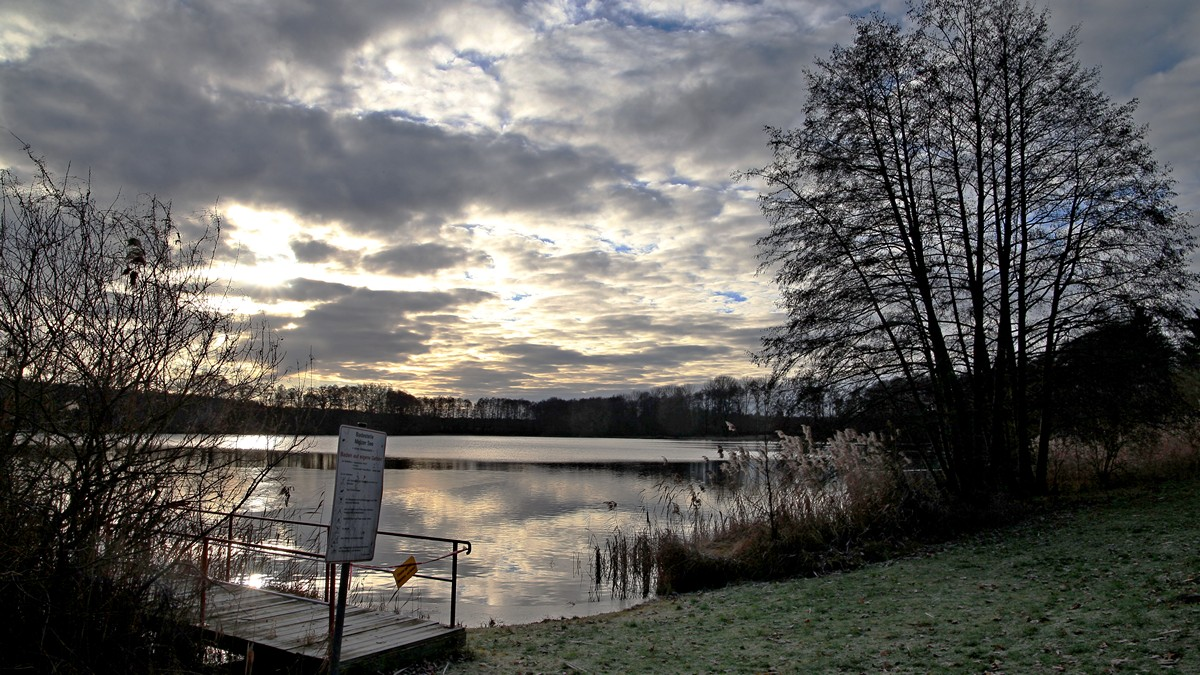

梅爾茨湖（德語：Melzer See），是德國的湖泊，位於該國東北部，由梅克倫堡-前波美拉尼亞州負責管轄，處於梅克倫堡湖區縣的梅爾茨附近，長1.7公里、寬0.2公里，面積0.29平方公里，海拔高度63米。